# Nőnem (biológia)

Venus római istennő kézitükre és fésűje a nőnemet jelképezi

A biológiában a nőnem a két biológiai nem (ivar) egyike. A másik biológiai nem a hímnem. A nőnemű lények nőivarsejteket termelnek, melyik nagyok és kevéssé mozgékonyak, szemben a hímivarsejtekkel, melyek kicsik és mozgékonyak. A kloroplasztiszt és a mitokondriumot (ezek viszonylag autonóm, endoszimbiotikus eredetű sejtszervecskék) mindig a nőivarsejtek adják át a következő generációba, a hímivarsejtekből ezek nem öröklődnek.
A nőnemű állatot nősténynek nevezik. A madarak nőstényét nevezik tojónak is. Egyes emlősöknél a nőstény neve tehén (lásd: kérődzők, vízilófélék, orrszarvúfélék, ormányosok, tengeritehenek és úszólábúak), kanca (lófélék, tevefélék), szuka (kutyafélék), koca (disznófélék és pekarifélék), suta (őz).
A nőnemű ember elnevezése nő, illetve az ivarérettség elérése előtt lány.
A nőnemet jelölő piktogram: ♀